# Wunderlich (Familienname)
Wunderlich ist ein deutscher Familienname.

## Namensträger

### A
- Agathon Wunderlich (1810–1878), deutscher Jurist
- Alfred Wunderlich (1901–1963), deutscher Politiker
- Ann Wunderlich (* 1970), US-amerikanische Tennisspielerin

### B
- Bernd Wunderlich (Eiskunstläufer), deutscher Eiskunstläufer
- Bernd Wunderlich (Fußballspieler) (* 1957), deutscher Fußballspieler
- Bernhard Wunderlich (* 1975), deutscher Rapper und Physiker, Sänger der Band Blumentopf (1992–2016)
- Bruno Wunderlich (1848–1909), deutscher Kaufmann, Rittergutsbesitzer und Generalkonsul

### C
- Carl Reinhold August Wunderlich (1815–1877), deutscher Internist und Medizinhistoriker
- Carl Wilhelm Wunderlich (1839–1893), deutscher Unternehmer und engagierter Bürger der Stadt Meerane
- Christian Wunderlich (Mediziner) (1806–1871), deutscher Mediziner
- Christian Wunderlich (Schauspieler) (* 1979), deutscher Schauspieler und Sänger
- Christian Gottlieb Wunderlich (1780–1843), deutscher Pädagoge
- Christian-Heinrich Wunderlich, deutscher Archäologe
- Claudia Wunderlich (* 1956), deutsche Handballspielerin
- Claus Wunderlich (Segler) (1922–1995), deutscher Segler
- Claus Wunderlich (Diplomat) (1951–2012), deutscher Diplomat

### D
- Dieter Wunderlich (Linguist) (* 1937), deutscher Linguist
- Dieter Wunderlich (Autor) (* 1946), deutscher Autor

### E
- Edmund Wunderlich (1902–1985), schweizerischer Maler
- Ehrhardt Friedrich Wunderlich (1830–1895), deutscher methodistischer Missionar und Liederdichter
- Erhard Wunderlich (1956–2012), deutscher Handballspieler
- Eric Wunderlich (Schwimmer) (* 1970), US-amerikanischer Schwimmer
- Eric Wunderlich (Eishockeyspieler) (* 1988), deutscher Eishockeyspieler
- Erich Wunderlich (1889–1945), deutscher Geograph und Hochschullehrer, Redakteur und Herausgeber
- Ernst Wunderlich (1898–1978), deutscher Richter in Ostpreußen, Generalrichter der Wehrmacht, Rechtsanwalt in Wiesbaden
- Ernst Karl Friedrich Wunderlich (1783–1816), deutscher Altphilologe

### F
- Franz Wunderlich (* 1963), deutscher Fußballspieler
- Frieda Wunderlich (1884–1965), deutsche Wirtschaftswissenschaftlerin, Hochschullehrerin und Politikerin (DDP, DStP)
- Friedrich Wunderlich (1896–1990), deutscher Theologe und Geistlicher, Bischof der Methodistenkirche
- Fritz Wunderlich (1930–1966), deutscher Sänger

### G
- Gert Wunderlich (Typograf) (1933–2023), deutscher Schriftgestalter und Typograf
- Gert Wunderlich (Politiker) (* 1944), deutscher Politiker (CDU)
- Georg Wunderlich (1893–1963), deutscher Fußballspieler und -trainer
- Gottfried Wunderlich (1689–1749), deutscher Maler
- Günter Wunderlich (* 1925), deutscher Fußballspieler

### H
- Hanns-Heinz Wunderlich (1888–1971), deutscher Sänger (Bass, Bariton)
- Hans Wunderlich (Politiker) (1899–1977), deutscher Journalist und Politiker (SPD)
- Hans Wunderlich (Tiermediziner) (1931–2023), deutscher Tiermediziner und Jagdkynologe
- Hans Georg Wunderlich (1928–1974), deutscher Geologe
- Hans-Joachim Wunderlich (1918–1998), deutscher Dirigent und Filmkomponist
- Heinke Wunderlich (* 1939), deutsche Literaturwissenschaftlerin
- Heinz Wunderlich (Schriftsteller) (1907–1990), deutscher Mediziner und Bühnenschriftsteller
- Heinz Wunderlich (Musiker) (1919–2012), deutscher Organist und Komponist
- Helfried Wunderlich (1930–1969), deutscher Badmintonspieler
- Helmut Wunderlich (1919–1994), deutscher Parteifunktionär (SED)
- Hermann Wunderlich (Oberamtmann) (1823–1871), württembergischer Oberamtmann
- Hermann Wunderlich (Philologe) (1858–1916), deutscher Bibliothekar, Philologe, Hochschullehrer und Mitarbeiter beim Deutschen Wörterbuch
- Hermann Wunderlich (Architekt) (1899–1981), deutscher Architekt und Hochschullehrer
- Hermann Wunderlich (Steuerberater) (1900–1974), Steuerberater und erster Präsident des Bundes Deutscher Steuerzahler
- Hermann Wunderlich, Pseudonym von Hermann Weber (Historiker, 1928) (1928–2014), deutscher Historiker und Politikwissenschaftler

### I
- Inge Wunderlich (1933–2017), deutsche Malerin und Grafikerin

### J
- Jerry Wunderlich (1925–1999), US-amerikanischer Szenenbildner
- Jörg Wunderlich (Arachnologe) (* 1939), deutscher Arachnologe
- Jörg Wunderlich (Fußballspieler) (* 1962), deutscher Fußballspieler
- Jörn Wunderlich (* 1960), deutscher Politiker (Die Linke), MdB
- Johann Wunderlich (Bibliothekar) (1718–1778), deutscher Jurist, Philosoph und Bibliothekar
- Johann Georg Wunderlich (1755–1819), deutscher Flötist
- Johannes Wunderlich (1876–1935), deutscher Jurist und Politiker (DVP), MdR
- Josef Wunderlich (1728–1793), österreichischer Erfinder
- Julius Robert Wunderlich (1810–1871), deutscher Musikdirektor, Theaterdirektor und Komponist
- Jürgen Wunderlich (* 1956), deutscher Geograph

### K
- Karl Wunderlich (Bildhauer) (* 1975), deutscher Bildhauer und Goldschmied
- Karl Wunderlich (Fußballtrainer), deutscher Fußballtrainer
- Karl Wunderlich (1815–1877), Mediziner, siehe Carl Reinhold August Wunderlich
- Karl Friedrich Wunderlich (1768–1846), deutscher Philologe und Hochschullehrer
- Katja Wunderlich, deutsche Moderatorin
- Klaus Wunderlich (Musiker) (1931–1997), deutscher Musiker
- Klaus Wunderlich (Eisschnellläufer) (* 1951), deutscher Eisschnellläufer

### L
- Ludwig Wunderlich (1859–1933), deutscher Zoologe
- Luise Wunderlich (* 1967), deutsche Sängerin, Rezitatorin und Schauspielerin

### M
- Magdalena Wunderlich (* 1952), deutsche Kanutin
- Marvin Wunderlich (1937–2013), US-amerikanischer Mathematiker
- Mike Wunderlich (* 1986), deutscher Fußballspieler

### N
- Nathalie Wunderlich (* 1971), schweizerische Schwimmerin
- Nelly Söregi-Wunderlich (1932–2004), ungarische Geigerin

### O
- Oskar Wunderlich (1846–1914), deutscher Generalleutnant
- Otto Wunderlich (1886–1975), deutscher Fotograf, tätig in Spanien

### P
- Paul von Wunderlich (1844–1930), deutscher Theologe und Landtagsabgeordneter
- Paul Wunderlich (1927–2010), deutscher Maler
- Pauline Wunderlich (um 1815 – nach 1853), sächsische Barrikadenkämpferin des Dresdner Maiaufstands
- Peter Wunderlich (Bauernführer) († 1478), österreichischer Bauernführer, Anführer im Kärntner Bauernaufstand 1478
- Peter Wunderlich (Jurist) (1930–2020), Präsident des Landgerichts Heilbronn 1993–1995
- Peter Wunderlich (Mediziner) (1935–2007), deutscher Pädiater, Pneumologe, Hochschullehrer und Verbandsfunktionär
- Peter Wunderlich (Regisseur), deutscher Regisseur und Produzent
- Petra Wunderlich (* 1954), deutsche Fotokünstlerin
- Philipp Wunderlich (1869–1919), deutscher Flötist
- Pia Wunderlich (* 1975), deutsche Fußballspielerin

### R
- Renner Wunderlich (* 1947), US-amerikanischer Filmproduzent und Regisseur
- Richard Wunderlich (1902–1976), estnischer Möbeldesigner und Innenarchitekt
- Robert Wunderlich (Redakteur) (1869–1919), deutscher Redakteur und Politiker, Mitglied des Provisorischen Nationalrats in Bayern
- Robert Wunderlich (Bürgermeister), US-amerikanischer Politiker, Bürgermeister von Beverly Hills
- Robert Wunderlich (Mediziner) (* 1986), deutscher Oberarzt für Anästhesiologie und Intensivmedizin
- Rosalie Wunderlich (1907–1990), österreichische Biologin
- Rudolf Wunderlich (1912–1988), deutscher Schriftsetzer, Kommunist und Widerstandskämpfer gegen den Nationalsozialismus

### S
- Sören Wunderlich (* 1979), deutscher Schauspieler
- Sonja Wunderlich (* 1935), deutsche Gebrauchsgrafikerin
- Stephan Wunderlich (* 1952), deutscher experimenteller Musiker
- Sylke Wunderlich (* 1958), deutsche Kunsthistorikerin

### T
- Thomas Wunderlich (Geodät) (* 1955), österreichischer Geodät
- Thomas Wunderlich (Kapitän) (* 1979), deutscher Kapitän
- Thomas Günther Wunderlich (1774–1852), deutscher Kaufmann und Politiker, Bürgermeister von Lübeck
- Tina Wunderlich (* 1977), deutsche Fußballspielerin

### U
- Uto Wunderlich (* 1946), deutscher Sportschütze

### V
- Volker Wunderlich (* 1939), deutscher Biochemiker und Wissenschaftshistoriker

### W
- Walter Wunderlich (1910–1998), österreichischer Mathematiker
- Walter Wunderlich (Ingenieur) (* 1931), deutscher Ingenieur und Hochschullehrer
- Werner Wunderlich (1926–2013), deutscher Musikjournalist und Rundfunkmoderator
- Werner Wunderlich (Medienhistoriker) (* 1944), Schweizer Medienwissenschaftler und Kulturhistoriker